# 薛融
薛融（882年—941年），五代十国后唐、后晋官员，汾州平遥人。
薛融性情纯和，以儒学知名。开始跟随云州节帅李存璋为幕职，唐庄宗平河南，历任郓州、徐州二镇从事。唐明宗初年，授华州节度判官。长兴四年（933年），入朝为右补阙，直弘文馆，一年后，改河东观察判官，石敬瑭镇太原，他在其幕府。清泰末年，石敬瑭将要起兵，询问薛融，他回答：“薛融本儒生，只曾读三五卷书，至于军旅之事，进退存亡之机，我没有学过。”石敬瑭登基后，他担任尚书吏部郎中兼侍御史知杂事。天福二年（937年），自左谏议大夫升为中书舍人，自以文辞不是所长，不敢受命，于是为谏议大夫。当时下诏修西京洛阳大内，薛融以邺下用兵，国用不足，上疏请罢，石敬瑭采纳。转任御史中丞，任满改尚书右丞，分司西京。天福六年（941年），病故，时年六十岁。